# 루돌프 클라우지우스
루돌프 율리우스 에마누엘 클라우지우스(Rudolf Julius Emanuel Clausius, 1822년 1월 2일 ~ 1888년 8월 24일)는 독일의 물리학자이다. 열역학 제1법칙과 제2법칙을 발견했다. 1850년 그는 그의 가장 중요한 논문인 《On the mechanical theory of heat》을 통해 열역학 제 2법칙을 발표하였고, 1865년에는 엔트로피 개념을 소개했다. 그 외에도 열역학에 절대온도와 엔트로피, 엔탈피 개념을 도입하여 클라우지우스 크라페이롱의 식을 발견한 업적이 있다.

## 같이 보기
- 율리우스 톰센